# Labyrinth (Fleshgod Apocalypse)
Labyrinth è il terzo album del gruppo musicale technical death metal Symphonic metal italiano Fleshgod Apocalypse, pubblicato nel 2013. Il CD è stato mixato e masterizzato da Stefano "Saul" Morabito mentre la cover è stata realizzata da Colin Marks.
Il concept di questo album si basa sul mito del Labirinto di Cnosso e su ogni personaggio ad esso correlato.

## Tracce
1. Kingborn – 6:06
2. Minotaur (The Wrath of Poseidon) – 5:10
3. Elegy – 4:18
4. Towards the Sun – 5:42
5. Warpledge – 4:32
6. Pathfinder – 5:12
7. The Fall of Asterion – 4:39
8. Prologue – 1:07
9. Epilogue – 5:44
10. Under Black Sails – 7:26
11. Labyrinth – 4:25

## Formazione
- Tommaso Riccardi – voce, chitarra
- Cristiano Trionfera – chitarra, cori
- Paolo Rossi – basso, voce
- Francesco Ferrini – pianoforte
- Francesco Paoli – batteria, chitarra, cori

Altri musicisti
- Veronica Bordacchini – voce soprano nelle tracce 1, 4, 5 e 9